# DarkSpyre
DarkSpyre  est un jeu vidéo de rôle développé par Event Horizon Software et publié par Electronic Zoo en 1990 sur DOS et Amiga.  Le jeu se déroule dans un univers médiéval-fantastique dans lequel les dieux de la guerre, de la magie et de l’intelligence ont créé une gigantesque tour remplie de monstres, la DarkSpire, afin d’y tester la valeur de héros et de déterminer leur champion. Le joueur y incarne un de ces héros et doit progresser dans les 39 niveaux de la tour en combattant les monstres à l’aide d’armes ou de la magie.

## Accueil
| DarkSpyre   |      |       |
| Média       | Pays | Notes |
| Amiga Joker | GER  | 62%   |
| Dragon      | US   | 3,5/5 |
| Tilt        | FR   | 10/20 |

## Postérité
Le jeu a bénéficié d’une suite, baptisé The Summoning et publié en 1992 par Strategic Simulations.